# Championnat de Lettonie de hockey sur glace
 (février 2025).
Le Championnat de hockey sur glace de Lettonie (Latvijas hokeja čempionāta virslīga) est une ligue de hockey sur glace professionnelle basée en Lettonie. La ligue existe depuis la saison 1991-1992. À partir de 2017 la ligue se nomme Optibet hokeja līga à la suite d'un partenariat commercial avec Optibet. À partir de 2022, la ligue accueille des équipes de Lituanie et d'Estonie.

## Les équipes
Les clubs engagés pour la saison 2023-2024,:
| Riga (4 équipes) HK Zemgale/LLU HC Panter Energija Elektrenai Hockey Punks Kaunas City Riga · HK Kurbads · HK Mogo · HS Riga · Prizma Riga |

| Équipe              | Ville      | Patinoire                                     | Capacité |
| ------------------- | ---------- | --------------------------------------------- | -------- |
| HK Kurbads          | Riga       | Kurbads ledus halle                           | 1 500    |
| HK Mogo             | Riga       | Mogo ledus halle                              | 600      |
| HS Riga             | Riga       | Rigas Sergeja Zoltoka vidusskolas ledus halle | 400      |
| Prizma Riga         | Riga       | Volvo sporta centrs                           | 2 000    |
| HK Zemgale/LLU      | Jelgava    | Jelgavas ledus halle                          | 1 143    |
| HC Panter           | Tallinn    | Škoda Ice Arena                               | 500      |
| Energija Elektrenai | Elektrėnai | Ledo Rumai                                    | 2 000    |
| Hockey Punks        | Vilnius    | Pramogu arena                                 | 2 500    |
| Kaunas City         | Kaunas     | Ledos Arena Kaunas                            | 300      |

## Champions
- 1931-1932 : Unions Riga
- 1932-1933 : Unions Riga
- 1933-1934 : ASK Riga
- 1934-1935 : ASK Riga
- 1935-1936 : ASK Riga
- 1936-1937 : US Riga
- 1937-1938 : ASK Riga
- 1938-1939 : ASK Riga
- 1939-1940 : US Riga
- 1940-1941 : non disputé
- 1941-1942 : US Riga
- 1942-1943 : non disputé
- 1943-1944 : US Riga
- 1944-1990 : non disputé
- 1991-1992 : HK Saga Kekava Riga
- 1992-1993 : HK Pardaugava Riga
- 1993-1994 : Hokeja Centrs
- 1994-1995 : Nik's Brih Riga
- 1995-1996 : Nik's Brih Riga
- 1996-1997 : Latvijas bērzs
- 1997-1998 : Nik's Brih Riga
- 1998-1999 : Nik's Brih Riga
- 1999-2000 : Liepājas Metalurgs
- 2000-2001 : HK Riga 2000
- 2001-2002 : Liepājas Metalurgs
- 2002-2003 : Liepājas Metalurgs
- 2003-2004 : HK Riga 2000
- 2004-2005 : HK Riga 2000
- 2005-2006 : HK Riga 2000
- 2006-2007 : HK Riga 2000
- 2007-2008 : Liepājas Metalurgs
- 2008-2009 : Liepājas Metalurgs
- 2009-2010 : Dinamo Riga junior
- 2010-2011 : Liepājas Metalurgs
- 2011-2012 : Liepājas Metalurgs
- 2012-2013 : HK SMScredit.lv
- 2013-2014 : HK Prizma Riga
- 2014-2015 : HK Mogo
- 2015-2016 : HK Liepāja
- 2016-2017 : HK Kurbads
- 2017-2018 : HK Kurbads
- 2018-2019 : HK Mogo
- 2019-2020 : Championnat interrompu puis annulé
- 2020-2021 : Olimp Riga
- 2021-2022 : HK Zemgale/LLU
- 2022-2023 : HK Zemgale/LLU